# Juozas Jaruševičius
Juozas Jaruševičius (* 17. Juni 1950 in Vėžionys, Rajongemeinde Prienai, Litauische SSR) ist ein litauischer Forstmann sowie als ehemaliger Politiker Mitglied des Seimas.

## Leben
Nach dem Abitur 1968 an der Mittelschule Jieznas bei Prienai absolvierte Jaruševičius 1973 des Diplomstudium der Forstwissenschaft an der Forstfakultät der Lietuvos žemės ūkio akademija bei Kaunas. Von 1973 bis 1974 war er Revierförster in Alionys im Forstamt Širvintos. Von 1974 bis 1975 leistete er den Dienst in der Sowjetarmee. Von 1975 bis 1982 war er Revierförster von Girelė, von 1992 bis 2004 Jagdingenieur im Forstamt Jonava, Inspekteur, Auditor. Von 2004 bis 2008 war er Mitglied des Seimas (gewählt im Wahlkreis Jonava). Ab Herbst 2008 war er Ingenieur im Forstamt Jonava, ab 2009 stellvertretender Forstmeister für Forstwissenschaft, ab 2010 stellvertretender Forstmeister und dann Chefförster.
Mit seiner Frau Benedikta hat er die Söhne Kęstutis, Mindaugas und Artūras.